# Cibermetria
La cibermetria és "l'estudi i caracterització de l'espai xarxa [o ciberespai] a partir de l'anàlisi dels seus elements constitutius (especialment en els aspectes relacionats amb la seva creació, estructura, topologia, difusió, interrelacions, evolució, consum i impacte) mitjançant tècniques quantitatives d'investigació social."

## Desenvolupament històric
Fins a la dècada dels 90 del segle XX els mètodes quantitatius d'avaluació de la ciència eren la bibliometria, la cienciometria i la informetria. L'aparició de la World Wide Web l'any 1989 i els primers motors de cerca entre els anys 1993-1995 suposa la creació i difusió massiva d'informació per internet, i, per tant, la necessitat de definir i clarificar una nova àrea de coneixement. Uns dels primers articles que ho intenten sistematitzar són els d'Almind i Ingwersen ens els que parlen de "internetometrics" i "webometrics". L'any 1997 apareix el primer número de la revista Cybermetrics : international journal of scientometrics, informetrics and bibliometrics Arxivat 2015-07-09 a Wayback Machine. editada pel Cybermetrics Lab del CSIC. L'any següent, 1998, es publica l'article d'Ali Ashgar Shiri on el terme cibermetria ja pren forma com a l'anàlisi, estudi i mesurament quantitatiu de totes les classes i de tots els mitjans d'informació que existeixen en el ciberespai. Com tota nova disciplina la cibermetria és font de debat, sobretot pel seu camp de cobertura. Per una banda la distinció entre internet i web; i per l'altra, la separació entre els continguts i els altres elements constitutius del ciberespai, obliguen a un esforç de precisió dels autors que aborden el tema. La primera dificultat sembla que es pugui clarificar considerant la cibermetria com una disciplina que englobaria la webmetria. Des d'aquest punt de vista Björneborn i Ingwersen defineixen cibermetria com "L'estudi dels aspectes quantitatius de la construcció i ús de recursos d'informació, estructures i tecnologies en tot internet, sobre la base d'enfocaments bibliomètris i informètrics"; I per webmetria valdria la mateixa definció canviant: "tot internet" per "la web". Els mateixos autors proposen el següent gràfic com a relació entre les disciplines quantitatives de la información que presentem en la versió adaptada de Sánchez-Pita i Alonso-Berrocal.
Pel que fa al ciberespai, entès com a espai xarxa, en clara analogia amb la "societat xarxa" de Castells, quedaria constituït pels elements que el conformen susceptibles de mesura:
- Infraestructura física
- Infraestructura lògica
- Infraestructura de comunicació
- Serveis: web, correu electrònic, llistes de discussió, xats, etc.
- Continguts: objectes digitals accessibles a través de la xarxa
- Usuaris (individuals o col·lectius)[1]

## Línies d'investigació
Seguint els mateixos autors E. Orduña-Malea i Isidro F. Aguillo el centre de gravetat de la Cibermetria seria l'element "continguts" de l'espai xarxa i, per tant, tres són les línies d'investigació:
- Cibermetria descriptiva
- Cibermetria instrumental
- Cibermetria aplicada